# فیلم انتقام‌جویانه
فیلم انتقام‌جویانه یا کیفرستانی (به انگلیسی: Vigilante film) یک ژانر سینمایی است که در آن قهرمان یا قهرمانان، رفتاری انتقام‌جویانه دارند و قانون را در دستان خود می‌گیرند. فیلم‌های کیفرستانی معمولاً فیلم‌های انتقامی هستند که در آن سیستم حقوقی قهرمان‌های داستان را با شکست مواجه می‌کند و باعث می‌شود که آنها به انتقام‌جو تبدیل شوند.
به عنوان مثال می‌توان به فیلم‌هایی چون؛ آخرین اژدها (۱۹۸۵)، مجازات مرگ (۲۰۰۷)، ۲۲ گلوله (۲۰۱۰)، نجات دهنده (۲۰۱۴)، مندی (۲۰۱۸)، آخرین خون (۲۰۱۹) انتقام‌جو (۲۰۱۹) یا زن جوان آتیه‌دار (۲۰۲۰) اشاره کرد.

## تاریخچه
در سینمای ایالات متحده، فیلم‌های انتقام‌جویانه در طول دهه ۱۹۷۰ با آثاری مانند آرزوی مرگ و هری کثیف، که هر دو دنباله‌های متعددی دریافت کردند، شهرت یافتند. فیلم آرزوی مرگ در سال ۱۹۷۴ به عنوان شروع رسمی این ژانر توصیف شده‌است. موفق‌ترین آنها از نظر مالی در سال ۱۹۸۰ فیلم نابودگر است.